# Neozimiris exuma
Neozimiris exuma är en spindelart som beskrevs av Norman I. Platnick och Mohammad U. Shadab 1976. Neozimiris exuma ingår i släktet Neozimiris och familjen Prodidomidae. Inga underarter finns listade i Catalogue of Life.